# François Planteau
François Planteau est un homme politique français né le 8 janvier 1836 à Limoges (Haute-Vienne) et mort le 4 mai 1906 à Paris.

## Biographie
Fils d'un proscrit, il fait ses études au lycée de Limoges, est reçu bachelier et, privé de fortune, apprend le métier de peintre sur porcelaine, qu'il exerce jusqu'à vingt-quatre ans.
En 1859, il s'installe à Paris, est quelque temps répétiteur à Sainte-Barbe, puis secrétaire du ministre des États-Unis de Venezuela.
Il commence des études médicales, auxquelles il renonce pour apprendre des langues étrangères. Il devient traducteur assermenté auprès de la Cour d'Appel de Paris en 1870. En 1879, il commence des études de droit et est reçu licencié en 1882, mais ne plaide pas et continue sa profession de traducteur. 
Il est député de la Haute-Vienne de 1885 à 1889 et siège au groupe ouvrier socialiste. À la fin de la législature, il se rapproche du boulangisme et fait partie du comité national républicain. Compromis dans l'affaire de Panama, Planteau ne se représente pas aux élections de 1889 et reprend ses travaux de traducteur assermenté.

### Sources
- « François Planteau », dans Adolphe Robert et Gaston Cougny, Dictionnaire des parlementaires français, Edgar Bourloton, 1889-1891 [détail de l’édition]
- « François Planteau », dans le Dictionnaire des parlementaires français (1889-1940), sous la direction de Jean Jolly, PUF, 1960 [détail de l’édition]